# داودغر (حومة أبهر)
داودغر (بالفارسية: داودگر) هي قرية تقع في إيران في منطقة مركزية ريفية. يقدر عدد سكانها بـ 63 نسمة بحسب إحصاء 2016.